# Sparone
Sparone (piemonti nyelven Sparon) egy észak-olasz község (comune) a Piemont régióban.